# TigerVNC
TigerVNC è software di controllo remoto open source composto da un server e da un viewer (client)  nato nel 2009 come fork di TightVNC. Il client è disponibile per Linux, Windows e macOS mentre il server supporta solo Linux.  TigerVNC aveva interrotto il supporto ufficiale per il server Windows (WinVNC) con la versione 1.11.0 a settembre 2020, tuttavia, ad agosto 2024, la versione 1.14.0 è dichiarata correttamente funzionante. Non esiste invece alcun server per macOS.

## Storia
TigerVNC nasce in risposta all'abbandono dello sviluppo di TightVNC per Linux e alla scelta di RealVNC di concentrarsi su soluzioni proprietarie (non più open source).
In questo contesto, Red Hat, Cendio AB e i manutentori di TurboVNC hanno unito le forze per creare TigerVNC, sfruttando le loro competenze e risorse per mantenere un progetto VNC open source e moderno. Ad oggi, il principale contributore al progetto è Cendio AB, che utilizza TigerVNC per il suo ThinLinc..
Sebbene condividano origini comuni, TigerVNC e TightVNC presentano differenze sostanziali nelle funzionalità. Ad esempio, TigerVNC offre la crittografia su tutti i sistemi operativi supportati e non solo inLinux. Il trasferimento file invece non è supportato.
L'enfasi sulle prestazioni e sulla visualizzazione remota è uno dei pilastri su cui si fonda TigerVNC  e anche per questo è stato scelto da Fedora come implementazione VNC predefinita fin dalla sua creazione.
Una recensione del 2010 definiva TigerVNC "molto più veloce di Vinagre, ma non così reattivo come Remmina" ("much faster than Vinagra but not quite as responsive as Remmina").